# Червоненька квіточка (мультфільм)
««Червоненька квіточка»» (рос. «А́ленький цвето́чек») — радянський повнометражний мальований мультиплікаційний фільм 1952 року, створений режисером Львом Атамановим за однойменною казкою (1858) Сергія Аксакова. Четвертий повнометражний мультфільм студії «Союзмультфільм». Через 60 років, у 2012 році, отримав оцінку 6+ (для глядачів віком 6 років).

## Сюжет
Купець Степан Омелянович, вирушаючи в морську подорож, питає трьох своїх дочок, щоб вони хотіли отримати в подарунок. Старша дочка, Гордея, просить золотий вінець, прикрашений самоцвітним камінням. Середня, Любава, замовляє чарівне дзеркальце, в якому завжди виглядатиме молодою, а наймолодша, Настенька, просить батька привезти їй червоненьку квіточку, схожу на ту, яку вона бачила уві сні. Сестри сміються з її бажання.
Подорожуючи, купець знаходить все, що обіцяв своїм дочкам, за винятком оленької квіточки для Настеньки. Але під час бурі його змиває за борт, і він опиняється на незнайомому острові. Степан Омелянович обходить чудовий острів і знаходить прекрасну квіточку, яку просила Настенька.
Але в той момент, коли він зриває квітку, піднімається буря і з'являється господар острова — жахливе чудовисько, яке спочатку хоче занапастити купця за те, що останній зірвав його улюблену квітку. Дізнавшись про причину, воно прощає купця і навіть дозволяє йому забрати квітку з собою, але з умовою, що одна з дочок приїде на острів. Купець не погоджується на таку умову, і тоді чудовисько дає йому обручку, сказавши, що той, хто одягне її, перенесеться на острів, і якщо жодна з його дочок не зробить цього, то він сам має з'явитися тут.
Вранці супутники купця знаходять його на березі острова та беруть на корабель. Повернувшись додому, батько дарує дочкам обіцяні подарунки. Але він не хоче віддавати чудовиську жодну зі своїх дочок і збирається сам зустріти свою долю. Однак Настенька, випадково почувши розмову батька та його друга Кондрата, дізнається, що сталося, і вирушає на острів сама. Вона опиняється на прекрасному острові, де її вітає невидимий господар і живе у прекрасному палаці.
Якось головна героїня випадково бачить чудовисько і спочатку лякається, але, оцінивши його добру душу, звикає до нього. Потвора пропонує їй відвідати свій будинок, але просить повернутися о 8 годині на вечірній зорі, інакше воно помре від туги. Настенька повертається додому. Сестри заздрять розкоші, в якій живе Настенька. Не бажаючи, щоб та вчасно повернулася на острів, Гордея і Любава таємно переводять стрілки на всіх годинниках у будинку на годину назад і замикають віконниці, щоб не бачити вечірньої зорі. Коли Настенька відчиняє віконниці, то розуміє, що запізнилася. Вона надягає кільце і повертається на острів, але знаходить чудовисько при смерті.
Настя плаче і обіцяє більше не залишати серцевого друга. Чудовисько оживає і перетворюється на прекрасного принца. Він розповідає, як зла чаклунка перетворила його на чудовисько, обіцявши, що жити йому в такому вигляді, поки не полюбить його гарна дівчина. На кораблі вони відпливають з острова, повертаються на Батьківщину.

## В ролях
- Микола Боголюбов — Степан Омелянович, купець
- Володимир Грибков — Кіндрат
- Ольга Чепурова — Гордія
- Марія Бабанова — Любава
- Ніна Крачковська — Настенька
- Олексій Консовський — Чудовисько / Принц
- Пісню Настеньки «Цієї пори в рідному боці» виконала відома камерна співачка Вікторія Іванова

## Український дубляж
Українською мовою мультфільм дубльовано студією «Так Треба Продакшн» у 2005 році. Ролі дублювали: Віталій Дорошенко, Борис Вознюк, Анатолій Пашнін, Олег Стальчук, Володимир Терещук, Юрій Ребрик, Наталя Надірадзе, Валентина Сова і Олена Бліннікова.